# Ракшаси

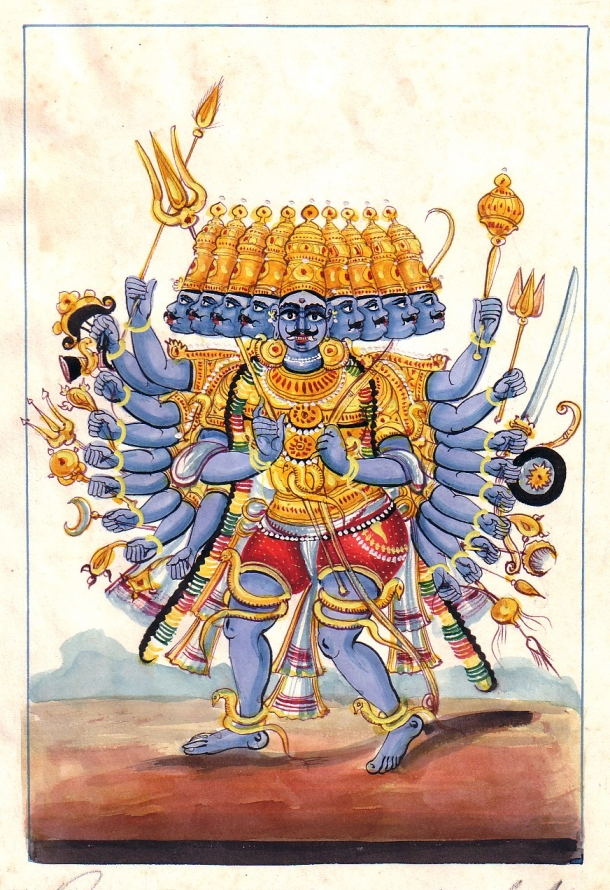
Ракшас Равана, малюнок 1920 р.

Ракшаси (санскр. राक्षसः, rākṣasaḥ IAST) — демони-людожери і злі духи в індуїзмі та буддизмі; іноді синонім асурів або всіх ворогів богів. Ракшасів жіночої статі називають ракшаса.
Ракшаси загалом людиноподібні, але мають тваринні риси, каліцтва чи іншого виду потворність. Вони їдять людей, заважають проведенню ведичних ягій, оскверняють могили, заподіюють усілякі занепокоєння брахманам і т. ін.

## Образ і заняття
Ракшаси утворилися з подиху Брахми, коли він спав наприкінці Сатья-юґи. Найчастіше ракшаси описуються як високі людиноподібні істоти з сяйливими очима та тваринними рисами: кігтями, довгими іклами, шерстю, хвостом або рогами. Їх також може вирізняти каліцтво — горбата спина, відсутнє вухо чи руки без пальців, або зайві частин тіла, як-от додаткові голови. Всі ракшаси вміло б'ються та здатні змінювати свій вигляд, щоб заподіювати різні лиха, їсти людське тіло, випивати в корів молоко, а особливо — перешкоджати жертвопринесенням і молитвам. Вони безсмертні, проте слабнуть під сонячним світлом, а найсильніші в безмісячні ночі. Жінки ракшасів до того ж розпусні і вбивають людських чоловіків. Найвідоміші з ракшасів — це Равана, його сестра Супарнакха, та Путана.
«Рамаяна» та «Магабгарата» проте описують, що ракшаси здатні на добро, як Гхатоткача.